# Pokrajina Frosinone
Pokrajina Frosinone (v italijanskem izvirniku Provincia di Frosinone, izg. Provinča di Frozinone) je ena od petih pokrajin, ki sestavljajo italijansko deželo Lacij. Meji na severu z deželo Abruci, na vzhodu z deželama Molize in Kampanija, na jugu s pokrajino Latina in na zahodu s pokrajino Roma.

## Večje občine
Glavno mesto je Frosinone, ostale večje občine so (podatki 31.10.2007):
| Občina    | Prebivalcev |
| --------- | ----------- |
| Frosinone | 48.621      |
| Cassino   | 32.617      |
| Alatri    | 28.192      |
| Sora      | 26.430      |

## Naravne zanimivosti
Na tromeji med pokrajino in deželama Abruci ter Molize se dviga gora Meta (ali Monte Meta), ki doseže 2242 m in je ena najvišjih apeninskih vzpetin. Dostop do vrha je prepovedan, ker je zavarovano področje narodnega parka, kjer je v večjem številu prisoten abruški gams (Rupicapra pyrenaica ornata). Ta gams je zaščiten od leta 1913, ko je bil v ta namen odobren prvi italijanski zakon te vrste. Leta 2007 je bilo ugotovljenih okoli 2000 primerkov abruškega gamsa, polovica katerih v tem parku. Zato se planinci in izletniki, ki se iz pokrajine Frosinone povzpnejo na slikovito Meto, morajo ustaviti približno 200 metrov pod vrhom, od koder lahko uživajo enkraten razgled po okolici.
Seznam zaščitenih področij v pokrajini:
- Narodni park Abruzzo, Lazio e Molise (Parco nazionale dell'Abruzzo, Lazio e Molise)
- Krajinski park Monti Aurunci (Parco naturale dei Monti Aurunci)
- Naravni rezervat Lago di Posta Fibreno (Riserva naturale Lago di Posta Fibreno)
- Naravni rezervat Antiche Città di Fregellae e Fabrateria Nova e del Lago di San Giovanni Incarico (Riserva naturale Antiche Città di Fregellae e Fabrateria Nova e del Lago di San Giovanni Incarico)
- Naravni rezervat Lago di Canterno (Riserva naturale del Lago di Canterno)

## Zgodovinske zanimivosti
Pokrajina je bila stoletja pod upravo Papeške države, a dovolj daleč od Rima, da se cerkveni veljaki niso marali stalno naseliti v njej. Zaradi tega je ozemlje dolgo časa ohranilo srednjeveške oblike gospodarstva, ki so prezirale industrializacijo in ovirale moderni razvoj pokrajine. Šele v osemnajstem stoletju se je dežela začela razvijati v okviru Neapeljskega kraljestva. Karel Bourbonski, poznejši španski kralj Karel III., je uvedel administrativno reformo in izpeljal več modernih gospodarskih posegov. Njegov sin in naslednik Ferdinand IV. (pozneje Ferdinand I. Dveh Sicilij) je dal zgraditi cesto do Neaplja in je ustanovil prvi industrijski obrat v pokrajini. To je bila tovarna za pridobivanje bakrenih žic in izdelovanje orožja v kraju Sora.